# Horst Dudjahn
Horst Dudjahn (* 6. Mai 1939; † 16. September 1994) war ein  deutscher Fußballspieler. Der Allrounder stand von 1962 bis 1965 im Kader von Werder Bremen und bestritt in der Saison 1962/63 sieben Spiele in der Fußball-Oberliga Nord. Er wurde ohne Ligaeinsatz mit den Grün-Weißen in der Saison 1964/65 Deutscher Meister.

## Laufbahn
In der Saison 1959/60 trat Horst Dudjahn noch als Spieler vom VSK Osterholz-Scharmbeck in der Amateurliga Staffel 6 in Niedersachsen in Erscheinung und belegte mit seiner Mannschaft den 7. Tabellenrang. Durch seine Leistungen hatte er auch höherklassige Vereine auf sich aufmerksam gemacht und wurde zur Runde 1960/61 für den Kader der Amateurmannschaft von Werder Bremen verpflichtet und zog aus dem Landkreis Osterholz im nördlichen Niedersachsen an die Weser nach Bremen. In seiner ersten Runde nach dem Wechsel, 1960/61, belegten die Werder-Amateure unter Trainer Fred Schulz in der Amateurliga Bremen den 2. Rang. In seinem zweiten Bremer-Jahr, 1961/62, gehörte er der Meistermannschaft der Werder Amateure an, welche überlegen mit acht Punkten Vorsprung gegenüber den punktgleichen SV Hemelingen und TuS Bremernhaven 93 Amateure den Titel in der Amateurliga Bremen errangen. Dudjahn spielte überwiegend im damaligen WM-System auf Halblinks und hatte im Laufe der Runde auch noch die Auftritte mit der Landesauswahl Bremen im Länderpokal am 7. Oktober 1961 in Harburg gegen die Auswahl von Hamburg, wo er mit seinen Vereinskollegen Ernst Deppe und Werner Schütte das Spiel mit 3:5 nach Verlängerung verlor. Herausragend war aber das Spiel am 30. Dezember 1961 in der 2. Runde des Norddeutschen Pokal gegen den Hamburger SV vor 4.500 Zuschauer im Weser-Stadion. Zwar war der HSV ohne den Rekordschützen Uwe Seeler, Flügelflitzer Gert Dörfel und Stammtorhüter Horst Schnoor gegen die Werder-Amateure angetreten, aber immerhin mit einer namhaften Defensive in der Formation Hans Krämer als Torhüter, Erwin Piechowiak, Jürgen Kurbjuhn als Verteidigerpaar und der Läuferreihe mit Gerd Krug, Hubert Stapelfeldt und Dieter Seeler. Trainer Fred Schulz führte seine Werder Amateure mit seinen Söhnen Fred und Hans, Werner Schütte, Wolfgang Bordel, Ernst Deppe und dem dreifachen Torschützen Horst Dudjahn auf Halblinks, zu einem überraschenden 3:0-Heimerfolg.
Aber auch das Spiel um die Deutsche Amateurmeisterschaft am 16. Juni 1962 gegen TuRa Bonn (1:2), wo er in der 37. Minute das zwischenzeitliche 1:1 erzielt hatte, gehörte zu den Höhepunkten dieser erfolgreichen Saison.
Zur letzten Saison der alten erstklassigen Oberliga Nord, 1962/63, wurde Dudjahn in den Spielerkader der Oberligamannschaft von Trainer Georg Knöpfle übernommen. Des Weiteren verstärkte Werder seine Offensive aber auch noch mit den externen Neuzugängen Dieter Meyer, Dieter Thun und Erwin Jung. Speziell der Mann aus Bergedorf, Dieter Meyer, übertraf alle Erwartungen: Mit 37 Treffern in 28 Ligaspielen wurde er Torschützenkönig im Norden vor Uwe Seeler mit 32 Torerfolgen und Werder erzielte als Vizemeister 102 Tore in der Ligasaison. Gegen die Stammspieler in der Offensive mit Klaus Hänel, Dieter Thun, Dieter Meyer, Willi Soya und Gerhard Zebrowski hatte er im Rundenverlauf keine wirkliche Chance. Trainer Knöpfle stand ihm aber Einsätze als Verteidiger zu, sein Partner war dabei zumeist Walter Nachtwey.
Sein Debüt in der Oberliga Nord gab Dudjahn am 4. November 1962 bei einem 8:1-Heimerfolg gegen den VfB Oldenburg. Vor Torhüter Heinrich Kokartis bildete er dabei mit Max Lorenz das Verteidigerpaar. Als sich der Nordserienmeister Hamburger SV am 10. Februar 1963 im entscheidenden Spiel um die Meisterschaft mit 4:1 in Bremen durchsetzte, verteidigte Dudjahn mit Josef Piontek und wurde im Spielbericht des „Weserkuriers“ als „Lichtblick“ gelobt in einer insgesamt schwachen Werder-Elf. Sein siebtes und letztes Oberligaspiel bestritt er am 29. April 1963 bei einem 4:2-Auswärtserfolg bei Bergedorf 85, wo der SV Werder die Runde mit 47:13 Punkten als Vizemeister auf dem 2. Rang beendete.
In den ersten zwei Jahren der neuen Fußball-Bundesliga gehörte er noch dem Lizenzspielerkader an, zu einem Pflichtspieleinsatz reichte es aber nicht mehr. Zur Runde 1965/66 schloss er sich wieder seinem Heimatverein VSK Osterholz-Scharmbeck im Amateurlager an.